# Canso
Canso é uma cidade canadense localizada no estado americano de Nova Escócia, no Condado de Guysborough. Está localizado no extremo nordeste da província marítima, na foz da Baía de Chedabucto.